# Истомин, Павел Иванович
Па́вел Ива́нович Исто́мин (1817—1881) — русский вице-адмирал и из рода Истоминых.

## Биография

### Происхождение и семья
Родился 27 мая (8 июня) 1817 года в дворянской семье. Его отец, коллежский секретарь Иван Андреевич Истомин, служил секретарём в Эстляндской казённой палате. Был самым младшим ребёнком. Четверо его старших братьев также служили во флоте: Константин и герой обороны Севастополя Владимир дослужились до адмиральских чинов; Александр Истомин погиб во время шторма на кронштадтском рейде в 1832 году будучи кадетом Морского кадетского корпуса; Андрей Истомин погиб в 1842 году при крушении корабля «Ингерманланд».
С 21 сентября 1826 года — кадет Морского корпуса; 15 января 1832 года был произведён в гардемарины; 10 января 1834 — в мичманы. Дальнейшая служба:
- 1834—1837 гг. — на линейном корабле «Память Азова» крейсеровал в Балтийском море.
- 1839, 26 марта — произведён в лейтенанты.
- 1839—1843 гг. — На кораблях «Император Александр I», «Память Азова» и фрегате «Диана» крейсеровал в Балтийском море.
- 1842 — награждён орденом Св. Станислава 3-й степени.
- 1844 — на транспорте «Волга» плавал от Кронштадта до Стокгольма и обратно.
- 1846—1847 гг. — на линейном корабле «Память Азова» ходил в Финском заливе и Балтийском море.
- 1846 — награждён орденом Св. Анны 3-й степени.
- 1848 — на корабле «Память Азова» перешёл из Архангельска в Кронштадт. 30 Августа произведён в капитан-лейтенанты.
- 1849 — на том же корабле крейсеровал в Балтийском море.
- 1850—1852 гг. — командуя бригом «Аякс», находился у описи и при промере в Балтийском море.
- 1852 — командует корветом «Наварин» (ранее трофейный «Нессабиз Сабах») в Финском заливе.
- 1853, 21 августа — командуя тем же корветом, вышел из Кронштадта для крейсерских плаваний в Охотском море. По причине повреждения судна во время штормов 14 сентября и 12 сентября был вынужден вставать на ремонт, и в итоге 21 декабря корвет оказался в голландском порту Флиссинген, где был позже продан в силу «неблагонадежности к дальнему плаванию», а команда при этом отбыла в Ригу.
- 1854, 10 февраля 1854 года за «неосновательное удостоверение в благонадёжности» корвета «Наварин» в дальнем плавании, от имени императора Истомину был объявлен «строжайший выговор со внесением в формуляр»[2]. 10 июня 1854 года назначен командиром Рижского батальона гребной флотилии[3]. В том же году, командуя Рижской гребной флотилией, с 4 апреля по 13 ноября находился при защите города. Награждён орденом Св. Анны 2-й степени.

- 1855, 29 июля — участвовал в деле против английского корабля и корвета. В том же году награждён золотой саблей с надписью «за храбрость».
- 1856 — командуя корветом «Волк», находился в Финском заливе; 26 августа произведён в капитаны 2-го ранга.
- 22 сентября 1857 года «за 25 лет и бытность в сражениях» награждён орденом орденом Св. Владимира 4-й степени с бантом.
- 21 июля 1858 года назначен командиром корвета «Баян» с переводом в 21-й флотский экипаж[4]. 1858—1859 гг. — командуя винтовым корветом «Баян» и перейдя из Кронштадта, находился в Средиземном море
- 1858 — награждён нидерландским орденом Вильгельма 3-й степени и, а также неаполитанским военным орденом Св. Георгия и Воссоединения за помощь, оказанную в Палермо неаполитанским судам во время бури.
- 1859, 8 сентября — произведён в капитаны 1-го ранга. Получил черногорский крест Св. Даниила I 1-й степени

- 1861, 23 апреля — назначен командиром 23-го флотского экипажа[5].
- 1863 — переведен в 6-й флотский экипаж, с назначением командиром корабля «Синоп».
- 1866 — награждён орденом Св. Станислава 2-й степени с императорской короной.
- 1868 — награждён орденом Св. Анны 2-й степени.
- 1869, 1 января — произведён в контр-адмиралы с зачислением по резервному флоту.
- 1874, 7 января — произведён в вице-адмиралы с увольнением от службы.

Скончался 18 (30) марта 1881 года. Похоронен на Новодевичьем кладбище в Санкт-Петербурге.